# Língua asoa
Asoa, ou Asua, Asuae, Asuati, ou Aka, é uma língua sudanesa centro-oriental  falado pelos por cerca de 25,5 mil Pigmeus Mbuti conhecidos como povo Asua. Está intimamente relacionada com a língua mangbetu como os, e os Asua vivem em associação com os [[povo Mangbetus, entre outros. É a única língua pigmeia distinta no leste.
O asua é falado nas florestas ao nordeste da República Democrática do Congo.